# RCA Red Seal
RCA Red Seal es un sello discográfico estadounidense, especializado en música clásica. Fue fundado en 1902 por Eldridge R. Johnson. En la actualidad es propiedad de Sony Music.  

## Historia
La compañía fue creada en 1902 por Eldridge R. Johnson. Su nombre hace referencia al color rojo utilizado en las etiquetas identificativa de sus discos. El uso de una etiqueta roja distintiva para discos de precio elevado con artistas de primer nivel fue una estrategia de marketing sugerida por el agente de la Gramophone Company en San Petersburgo, donde los primeros discos "Gramophone Record Red Seal" se emitieron a finales de 1901 o principios de 1902. Más adelante, en 1902, la práctica fue adoptada por la oficina central en el Reino Unido, que prefirió referirse a los registros como  "Red Labels ("Etiquetas rojas"), y por su filial en los Estados Unidos, la Victor Talking Machine Company, en 1903. Liderado por el gran tenor italiano Enrico Caruso, entonces solo al comienzo de su fama mundial, los discos Victor Red Seal cambiaron la valoración pública de la música grabada. Los primeros discos de Caruso, realizados por la Gramophone Company en Milán, en 1902, ganaron prestigio y reportaron cuantiosos beneficios para la empresa y sus filiales. Cinco de los discos de Milán de Caruso fueron publicados por Victor en el sello Red Seal en los Estados Unidos en marzo de 1903 y pronto otras estrellas famosas de ópera e instrumentistas clásicos se sintieron atraídos por los estudios, tanto de Victor como de la Gramophone Company, consolidando las posiciones de estas firmas como líderes del mercado en el campo de los artistas famosos de música clásica.
Las primeras grabaciones acústicas (no eléctricas) podrían ser un medio sorprendentemente bueno para capturar el sonido de las voces cantadas, especialmente las voces masculinas, pero si bien se podían hacer grabaciones aceptables de solos de piano o de violín, el proceso de grabación acústico generalmente solo producía un sonido plano, amortiguado y metálico, con el eco de fondo de una orquesta sinfónica. La introducción de la grabación eléctrica (o "grabación ortofónica", como Víctor denominó su versión del proceso) en 1925, permitió la reproducción de música instrumental y orquestal con una fidelidad muy mejorada. En 1929, la Radio Corporation of America compró la Victor Talking Machine Company, que posteriormente se convertiría en RCA Victor y en 1968 pasó a denominarse RCA Records.
La serie Red Seal de RCA Victor continuó como el sello discográfico de música clásica preeminente en Estados Unidos desde 1903 hasta la década de 1960 debido en gran parte a las grabaciones de tres de los principales directores de la época, Serguéi Kusevitski, Leopold Stokowski y Arturo Toscanini. Casi todas las grabaciones de Toscanini se emitieron con el sello Red Seal, la mayoría de ellas con la Orquesta Sinfónica de la NBC (NBC fue una subsidiaria de RCA hasta 1986). El director Arthur Fiedler y la Orquesta Boston Pops pasaron casi 35 años con RCA Victor y realizaron muchas de las grabaciones de Red Seal más vendidas. Stokowski y la Orquesta de Filadelfia grabaron discos para Red Seal en exclusiva desde 1917 hasta 1940. Stokowski continuaría grabando esporádicamente para Red Seal con varias orquestas hasta 1975. Eugene Ormandy hizo sus primeras grabaciones con la Orquesta de Minnesota en 1934 y con la Orquesta de Filadelfia a partir de 1936. Ormandy y la Orquesta de Filadelfia regresaron a RCA Victor en 1968, después de pasar 23 años (1944–67) con Columbia Records. Aunque es más conocido por sus muchas grabaciones para Columbia y Deutsche Grammophon, Leonard Bernstein también realizó sus primeras grabaciones para RCA Victor.
En 1950, RCA Victor comenzó a lanzar LPs de vinilo (originalmente introducidos por Columbia Records en 1948), porque la compañía estaba perdiendo artistas y ventas debido a su resistencia a adoptar el nuevo formato.  En 1954, RCA Victor comenzó a experimentar con la grabación de sonido estereofónico. Las primeras cintas de bobina abierta "Stereo Orthophonic" de RCA Victor se publicaron en 1955. Cuando los discos LP estéreo aparecieron por primera vez en 1958, RCA Victor presentó sus grabaciones de gran prestigio "Living Stereo". Durante este período, se consideró constantemente que RCA producía algunas de sus grabaciones con el mejor sonido disponibles en aquel momento.
En 1968, RCA introdujo un logotipo moderno, el nombre Victor y la marca "His Master's Voice" perdieron protagonismo, pasando la etiqueta a ser conocida como "RCA Red Seal". En 1976, RCA restauró la marca comercial "His Master's Voice" en la mayor parte de sus producciones discográficas, incluida la etiqueta Red Seal. Después de que General Electric absorbiera la Corporación RCA en 1986 y vendiera su participación en RCA Records a Bertelsmann Music Group, se recuperó el nombre de Victor, por lo que la etiqueta volvió a convertirse en "RCA Victor Red Seal" durante varios años, antes de que finalmente se decidiera retirarlo de nuevo, volviendo a utilizarse la denominación "RCA Red Seal" a principios de la década de 2000 debido a la propiedad fragmentada en todo el mundo de la marca "His Master's Voice".

### RCA Gold Seal
El sello RCA Gold Seal (sello dorado) de precio medio, se lanzó en 1975, e inicialmente consistió principalmente en reediciones de grabaciones de "Living Stereo" de finales de los años 1950 y 1960 emitidas anteriormente en el sello Red Seal. A partir de la década de 1980, muchas grabaciones monofónicas antiguas de Red Seal a 78 RPM y los primeros LPs se reeditaron en este sello, en el que se incluyeron grabaciones de estrellas de la edad dorada de la ópera, como Enrico Caruso, Nellie Melba, Amelita Galli-Curci, Ezio Pinza y Rosa Ponselle, así como reconocidos virtuosos como Vladimir Horowitz, Arthur Rubinstein, Jascha Heifetz y Wanda Landowska. En la época del disco compacto, el sello de precio medio RCA Victor Gold Seal reemplazó al sello RCA Victrola para reeditar grabaciones históricas de Red Seal. Así, el sello Victrola pasó a lanzar grabaciones estéreo a precios económicos en CD y casete del repertorio clásico estándar extraído de grabaciones anteriores de Red Seal; mientras que Gold Seal se dedicó a lanzar juegos completos en cajas de grabaciones de Arturo Toscanini, Fritz Kreisler y Serguéi Rajmáninov, entre otros.

### RCA Silver Seal
A principios de la década de 1990, se lanzó otra etiqueta de reediciones económicas, denominada RCA Victor Silver Seal (sello plateado). Al igual que las reediciones en CD del sello RCA Victrola, varias de estas antiguas grabaciones de Red Seal eran de artistas menos conocidos, pero la serie también incluyó a algunos artistas populares de Red Seal, incluidos los directores Leopold Stokowski, Charles Munch y Zubin Mehta; pianistas como Byron Janis, Alexis Weissenberg y Emanuel Ax; o el Cuarteto Guarneri y el guitarrista Julian Bream. Las grabaciones de esta serie solo estaban disponibles en CD y casete, y no contenían textos explicativos.

## Artistas
Los siguientes instrumentistas, vocalistas, directores y orquestas han realizado grabaciones en Red Seal. También se realizaron algunas grabaciones para otras compañías extranjeras que se distribuyeron en los Estados Unidos con el sello Red Seal. Muchos de estos intérpretes han grabado o pueden estar grabando actualmente para otros sellos.
- Claudio Abbado, director
- Joaquín Achúcarro, pianista
- Raymond Agoult, director
- Licia Albanese, soprano
- Christian Altenburger, violinista
- Marian Anderson, contralto
- Maurice André, trompetista
- Martha Argerich, pianista
- Claudio Arrau, pianista
- Martina Arroyo, soprano
- Brian Asawa, contratenor
- Vladímir Ashkenazi, pianista
- Emanuel Ax, pianista
- Andrea Bacchetti, pianista
- Rose Bampton, soprano
- Daniel Barenboim, director
- Yuri Bashmet, violista
- Thomas Beecham, director
- Robert Russell Bennett, director
- Cathy Berberian, cantante
- Carlo Bergonzi, tenor
- Luciano Berio, compositor y director
- Leonard Bernstein, director
- Edward George Power Biggs, organista
- Jussi Björling, tenor
- Leo Blech, director
- Judith Blegen, soprano
- Sebastian Bohren, violinista
- Jorge Bolet, pianista
- Orquesta Boston Pops
- Orquesta Sinfónica de Boston
- Pierre Boulez, director
- Adrian Boult, director
- Rosario Bourdon, director
- Benjamin Bowman, violinista
- Alexander Brailowsky, pianista
- Julian Bream, guitarrista y laudista
- John Browning, pianista
- Rudolf Buchbinder, pianista
- Igor Buketoff, director
- Josef Bulva, pianista
- Fritz Busch, director
- Busch Quartet
- Montserrat Caballé, soprano
- Canadian Brass, quinteto de metales
- Maria Caniglia, soprano
- Guido Cantelli, director
- José Carreras, tenor
- Rosanna Carteri, soprano
- Jean Casadesus, pianista
- Enrico Caruso, tenor
- Renato Cellini, director
- Fiódor Chaliapin, bajo
- Carlos Chávez, director
- Fausto Cleva, director
- Cleveland Quartet
- Fernando Corena, bajo
- Alfred Cortot, pianista
- Fiorenza Cossotto, mezzosoprano
- Richard Crooks, tenor
- Orquesta Sinfónica de Chicago
- Van Cliburn, pianista
- Phyllis Curtin, soprano
- Colin Davis, director
- Antonio de Almeida, director
- Alicia de Larrocha, pianista
- Giuseppe De Luca, barítono
- Victoria de los Ángeles, soprano
- Lisa Della Casa, soprano
- Vladimir de Pachmann, pianista
- Désiré Defauw, director
- Alfred Deller, contratenor
- Giuseppe Di Stefano, tenor
- Helen Donath, soprano
- Plácido Domingo, tenor
- Ania Dorfmann, pianista
- Barry Douglas, pianista
- Nelson Eddy, barítono
- Rosalind Elias, mezzosoprano
- Mischa Elman, violinista
- Christoph Eschenbach, director
- Geraldine Farrar, soprano
- Eileen Farrell, soprano
- Franco Ferrara, director
- Emanuel Feuermann, violonchelista
- Janina Fialkowska, pianista
- Arthur Fiedler, director
- Dietrich Fischer-Dieskau, barítono
- Anatole Fistoulari, director
- Ezio Flagello, bajo
- Kirsten Flagstad, soprano
- Renée Fleming, soprano
- Flonzaley Quartet
- Claus Peter Flor, director
- Eugene Fodor, violinista
- Maureen Forrester, contralto
- Virgil Fox, organista
- Sergio Franchi, tenor
- Claude Frank, pianista
- Erick Friedman, violinista
- Wilhelm Furtwängler, director
- Sol Gabetta, violonchelista
- Ossip Gabrilowitsch, director
- Amelita Galli-Curci, soprano
- James Galway, flautista
- Daniele Gatti, director
- Charles Gerhardt, director
- Bonaldo Giaiotti, bajo
- Dusolina Giannini, soprano
- Alexander Gibson, director
- Beniamino Gigli, tenor
- Emil Guilels, pianista
- Evelyn Glennie, percusionista
- Alma Gluck, soprano
- Vladimir Golschmann, director
- Eugene Goossens, director
- Igor Gorin, barítono
- Morton Gould, pianista y director
- Gary Graffman, pianista
- Denyce Graves, mezzosoprano
- Kathryn Grayson, soprano
- Reri Grist, soprano
- Cuarteto Guarneri
- Natalia Gutman, violonchelista
- Jerry Hadley, tenor
- Nikolaus Harnoncourt, director
- Ofra Harnoy, violonchelista
- Lynn Harrell, violonchelista
- Mack Harrell, barítono
- Jascha Heifetz, violinista
- David Helfgott, pianista
- Walter Hendl, director
- Ben Heppner, tenor
- Alfred Hertz, director
- Myra Hess, pianista
- Jerome Hines, bajo
- Louise Homer, contralto
- Marilyn Horne, mezzosoprano
- Vladimir Horowitz, pianista
- Andréi Jotéyev, pianista [4]
- Steven Isserlis, violonchelista
- José Iturbi, pianista y director
- Antonio Janigro, violonchelista
- Byron Janis, pianista
- Paavo Järvi, director
- Dylana Jenson, violinista
- Helen Jepson, soprano
- Edward Johnson, tenor
- Allan Jones, tenor
- Cuarteto Juilliard
- Mayuko Kamio, violinista
- William Kapell, pianista
- Herbert von Karajan, director
- Vesselina Kasarova, mezzosoprano
- Rudolf Kempe, director
- Alexander Kipnis, bajo
- Yevgueni Kisin, pianista
- Leonid Kogan, violinista
- René Kollo, tenor
- Kiril Kondrashin, director
- Florence Kopleff, contralto
- Miliza Korjus, soprano
- Serguéi Kusevitski, contrabajista y director
- Lili Kraus, pianista
- Fritz Kreisler, violinista
- Josef Krips, director
- Yoon Kwon, violinista
- Wanda Landowska, clavecinista
- Mario Lanza, tenor
- Jaime Laredo, violinista
- Marjorie Lawrence, soprano
- Lotte Lehmann, soprano
- René Leibowitz, director
- Erich Leinsdorf, director
- James Levine, director
- Josef Lhévinne, pianista
- Julian Lloyd Webber, violonchelista
- Christa Ludwig, mezzosoprano
- Jean-Marc Luisada, pianista
- Peter Maag, director
- Lorin Maazel, violinista y director
- Ernest MacMillan, director
- Lucy Isabelle  Marsh, soprano
- Kurt Masur, director
- Denis Matsuev, pianista
- Giovanni Martinelli, tenor
- Jean Martinon, director
- Eduardo Mata, director
- Jeanette MacDonald, soprano
- Charles Mackerras, director
- William Masselos, pianista
- Dorothy Maynor, soprano
- John McCormack, tenor
- Zubin Mehta, director
- Waltraud Meier, mezzosoprano
- James Melton, tenor
- Willem Mengelberg, director
- Nellie Melba, soprano
- Lauritz Melchior, tenor
- James Melton, tenor
- Robert Merrill, barítono
- Anne Akiko Meyers, violinista
- Julia Migenes, mezzosoprano
- Zinka Milanov, soprano
- Sherrill Milnes, barítono
- Nathan Milstein, violinista
- Howard Mitchell, director
- Dimitri Mitrópoulos, director
- Anna Moffo, soprano
- Grace Moore, soprano
- Barry Morell, tenor
- Erika Morini, violinista
- Pierre Monteux, director
- Charles Munch, director
- Olli Mustonen, pianista
- Orquesta Sinfónica de la NBC
- Alice Nielsen, soprano
- John Jacob Niles, tenor
- Birgit Nilsson, soprano
- John Ogdon, pianista
- Gerhard Oppitz, pianista
- Eugene Ormandy, violinista y director
- Seiji Ozawa, director
- Ignacy Jan Paderewski, pianista
- Kun Woo Paik, pianista
- Josef Pasternack, director
- Luciano Pavarotti, tenor
- Jan Peerce, tenor
- Wilfrid Pelletier, director
- Leonard Pennario, pianista
- Jonel Perlea, director
- Itzhak Perlman, violinista
- Roberta Peters, soprano
- Orquesta de Filadelfia
- Gregor Piatigorsky, violonchelista
- Michala Petri, flautista
- Ezio Pinza, bajo
- Maud Powell, violinista
- André Previn, pianista y director
- Leontyne Price, soprano
- Margaret Price, soprano
- Lily Pons, soprano
- Rosa Ponselle, soprano
- Thomas Quasthoff, barítono bajo
- Florence Quivar, mezzosoprano
- Serguéi Rajmáninov, pianista y director
- Ruggero Raimondi, barítono bajo
- Samuel Ramey, bajo
- Jean-Pierre Rampal, flautista
- Judith Raskin, soprano
- Fritz Reiner, director
- Elisabeth Rethberg, soprano
- Katia Ricciarelli, soprano
- Sviatoslav Richter, pianista
- Karl Anton Rickenbacher, director
- Marisa Robles, arpista
- Artur Rodziński, director
- Ángel Romero, guitarrista
- Landon Ronald, director
- Arthur Rubinstein, pianista
- Titta Ruffo, barítono
- Leonie Rysanek, soprano
- Carlo Sabajno, director
- Éric Le Sage, pianista
- Olga Samaroff, pianista
- Nello Santi, director
- Jesús Maria Sanromá, pianista
- Malcolm Sargent, director
- Wolfgang Sawallisch, director
- Olga Scheps, pianista
- Tito Schipa, tenor
- Thomas Schippers, director
- Alexander Schneider, director
- Oliver Schnyder, pianista
- Friedrich Schorr, barítono bajo
- Ernestine Schumann-Heink, contralto
- Renata Scotto, soprano
- Andrés Segovia, guitarrista
- José Serebrier, director
- Peter Serkin, pianista
- Giulio Setti, director
- Robert Shaw, director
- Coral Robert Shaw
- Nathaniel Shilkret, director
- Tullio Serafin, director
- Fabien Sevitzky, director
- Anja Silja, soprano
- Leonard Slatkin, director
- Georg Solti, director
- Frederica von Stade, soprano
- Vesselin Stanev, pianista
- János Starker, violonchelista
- Eleanor Steber, soprano
- William Steinberg, director
- Risë Stevens, mezzosoprano
- Frederick Stock, director
- Leopold Stokowski, director
- Richard Stoltzman, clarinetista
- Nathalie Stutzmann, contralto
- Gladys Swarthout, contralto
- Ruth Ann Swenson, soprano
- Henryk Szeryng, violinista
- Armand Tokatyan, tenor
- Ferruccio Tagliavini, tenor
- Kyoko Takezawa, violinista
- André Tchaikowsky, pianista
- Yuri Temirkánov, director
- John Charles Thomas, barítono
- Michael Tilson Thomas, director
- Thomas L. Thomas, barítono
- Isao Tomita, compositor electrónico
- Toronto Symphony Orchestra
- Cuarteto de Cuerda de Tokio
- Arturo Toscanini, director
- Giorgio Tozzi, bajo
- Lawrence Tibbett, barítono
- Walter Trampler, violista
- Helen Traubel, soprano
- Margaret Truman, soprano
- Richard Tucker, tenor
- Uto Ughi, violinista
- Cesare Valletti, tenor
- Carol Vaness, soprano
- Ramón Vargas, tenor
- Denis Vaughan, director, clavecinista, clavicordista
- Richard Verreau, tenor
- Shirley Verrett, mezzosoprano
- Jon Vickers, tenor
- Lev Vinocour, pianista
- Galina Vishnévskaya, soprano
- Vronsky and Babin, dúo de piano
- Alfred Wallenstein, director
- Günter Wand, director
- Leonard Warren, barítono
- William Warfield, barítono bajo
- Carl Weinrich, organista
- Alexis Weissenberg, pianista
- Evan Williams, tenor
- Albert Wolff, director
- Roger Woodward, pianista
- Kazuhito Yamashita, guitarrista
- Frances Yeend, soprano
- Efrem Zimbalist, violinista
- David Zinman, director
- Nikolaj Znaider, violinista
- Pinchas Zukerman, violinista, violista y director